# Miljan Pušica
Miljan Pušica (serbisch-kyrillisch Миљан Пушица; * 30. Juni 1991 in Prijepolje, Jugoslawien) ist ein serbischer Handballspieler. Der geborene Jugoslawe wird hauptsächlich im linken Rückraum eingesetzt und gilt darüber hinaus als guter Abwehrspieler.

## Laufbahn
Pušica begann das Handballspielen bei RK Beli Andjeo Prijepolje erst im Alter von 16 Jahren. Schnell ging es für ihn in Richtung Belgrad, wo er über RK Kolubara aus Lazarevac 2009 zu RK Novi Beograd kam und nach einem halben Jahr in die A-Jugend von Roter Stern Belgrad wechselte, wo er fortan auch für die erste Mannschaft spielte. 2012 schloss er sich RK Vojvodina aus Novi Sad an, mit denen er zwei Mal die serbische Meisterschaft gewann. 2014 wechselte Pušica in die polnische Superliga zu Wisła Płock. Dort kam er jedoch in seiner ersten Saison aufgrund einer Knieverletzung nur wenig zum Einsatz. 2017 wechselte er in die Bundesliga zu GWD Minden. Nachdem sein Vertrag in Minden im Sommer 2022 ausgelaufen war, kehrte er im November 2022 zu Vojvodina zurück. Mit diesem Verein gewann er den EHF European Cup 2022/23, 2023 und 2024 die serbische Meisterschaft sowie 2025 den serbischen Pokal.
Für die serbische Nationalmannschaft debütierte Pušica im Jahr 2013 und nahm mit ihr an der Europameisterschaft 2016 und an der Europameisterschaft 2020 teil. Insgesamt absolvierte er 44 Länderspiele, in denen er 79 Tore erzielte.